# Aconitum alboviolaceum
Aconitum alboviolaceum  är en ranunkelväxt som beskrevs av Vladimir Leontjevitj Komarov. Aconitum alboviolaceum ingår i släktet stormhattar, och familjen ranunkelväxter.

## Underart
Aconitum alboviolaceum erectum 